# Pinedes subtropicals de l'Himàlaia
Les pinedes subtropicals de l'Himàlaia són una gran ecoregió forestal de coníferes subtropicals que cobreix porcions de Bhutan, Índia, Nepal i Pakistan.
Aquesta enorme pineda s'estén al llarg de 3.000 km per les cotes més baixes de la gran serralada de l'Himàlaia durant gairebé tota la seva longitud, incloent parts de la província del Panjab pakistanès a l'oest passant per Azad Caixmir, els estats de l'Índia del nord de Jammu i Caixmir, Himachal Pradesh, Uttarakhand i Sikkim, Nepal i Bhutan, que conté l'extrem oriental de la pineda. Com tants ecosistemes de l'Himàlaia, les pinedes es divideixen pel profund congost de Gran Gandak, al Nepal, a l'oest del qual la pineda és una mica més seca, humida i densa a l'est, on les pluges monsòniques que surten de la badia de Bengala aporten més humitat. Al llarg de la franja dels turons de ganja de Himachal es poden observar rares varietats de pins tigre i lleopard (Pinus felicis) caracteritzats per l'escorça tacada i modelada de forma que recorda el pelatge d'aquells felins.

## Flora

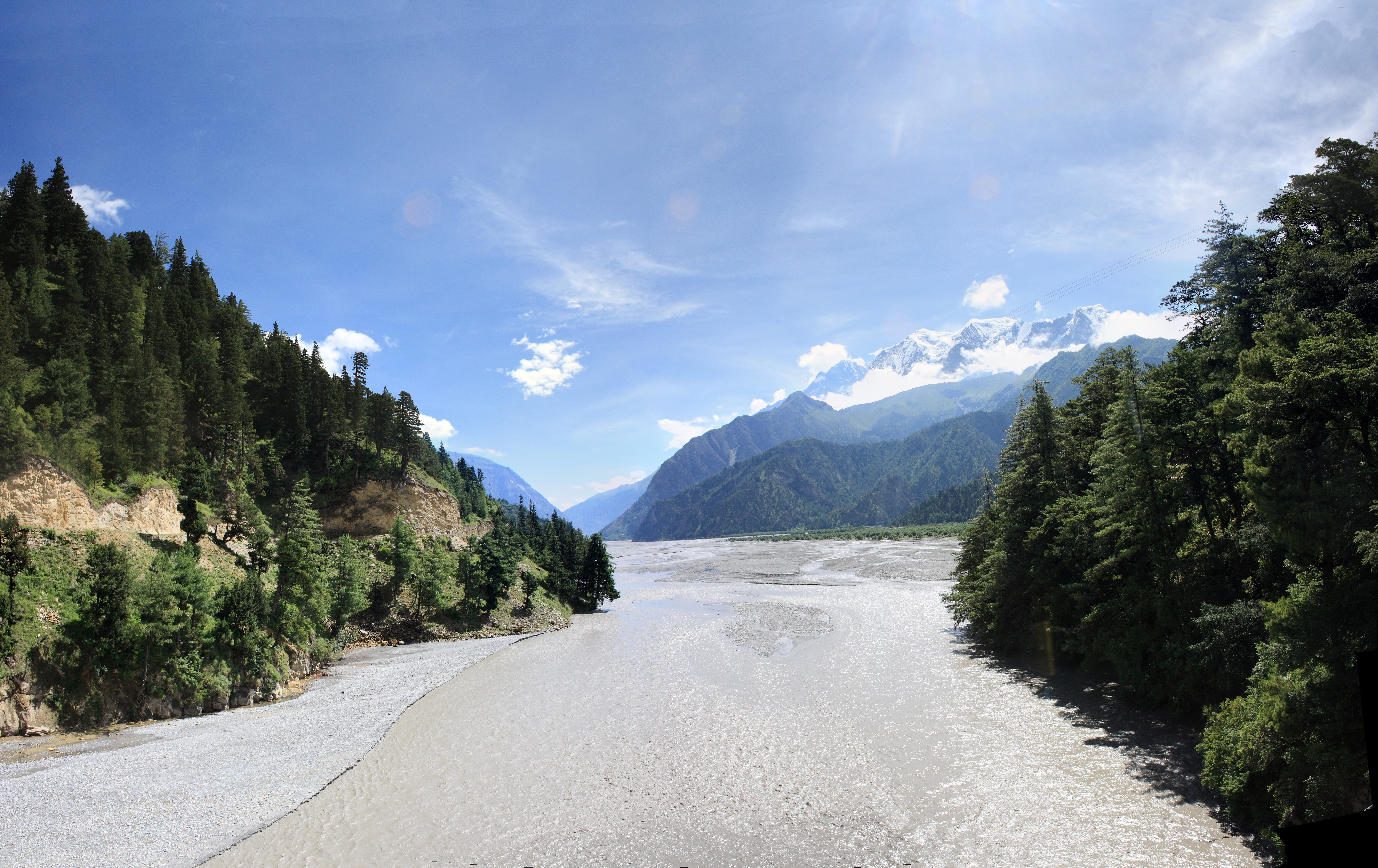
Riu Kandak travessant l'ecoregió de les pinedes subtropicals de l'Himàlaia, entre els pobles de Kalopani i Tukuche, Nepal

La flora predominant de l'ecoregió és una pineda prima de Pinus roxburghii resistents a la sequera amb una coberta terrestre d'herba espessa, ja que els incendis regulars no permeten que s'estableixi un sotabosc arbustiu. La coberta terrestre està formada per Arundinella setosa, sisca (Imperata cylindrica) i Themeda anathera.
La pineda creix principalment als vessants orientats al sud, tot i que a l'oest del Nepal hi ha zones que s'orienten en altres direccions. Algunes de les àrees més grans es troben a les elevacions més baixes dels districtes de Kangra i Una d'Himachal Pradesh i a Bhutan. Es presenta en pegats més petits a l'est d'Himachal Pradesh i a la part inferior d'Uttarakhand, a l'oest del Nepal més poblat i a les elevacions inferiors (entre 1.000 i 2.000 m) de les serralades de Sivalik i Mahabharat.

## Fauna
Tot i que aquí no hi ha una gran varietat de fauna salvatge en comparació amb la selva tropical, per exemple, la regió és un hàbitat important, especialment per a les aus, (469 espècies). El nombre d'espècies de mamífers és de 162. La vida salvatge inclou tigres i lleopards tot i que en menor quantitat que a les zones baixes en què els ramats d'antílops pasturant els proporcionen menjar, mentre que aquestes pistes no sostenen el pasturatge en gran quantitat. Els animals més típics de la pineda són llengüetes i altres animals de l'Himàlaia. Els ocells inclouen la perdiu boscana pit-roja i els faisà de Wallich que s'amaguen a la frondosa herba.

## Conservació
Aquests hàbitats són vulnerables a la tala de llenya o a la conversió a pastures o terres de conreu i més de la meitat de la superfície ha estat netejada o degradada, cosa que permet que l'aigua de la muntanya es pugui erosionar el sòl ràpidament. Els canvis més profunds es poden observar al Nepal central i oriental, on la pineda ha estat talada per a l'agricultura de terrasses. Les àrees protegides de la pineda són petites, però inclouen una part del gran parc nacional Jim Corbett.